# Discarica di Pitelli

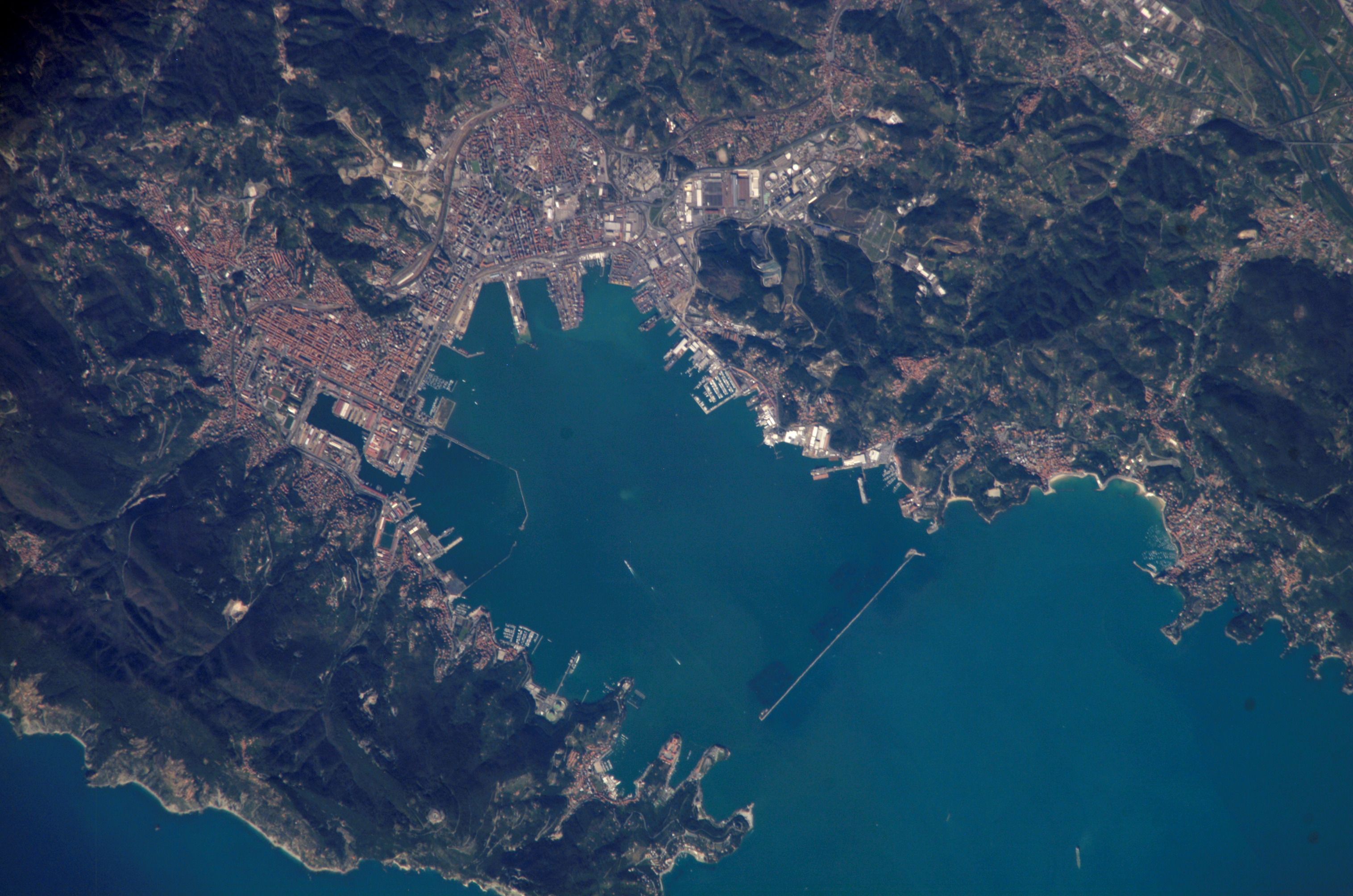
Golfo della Spezia: Sul promontorio di levante (destra) sorge la discarica di Sistemi ambientale

La discarica di sistemi ambientali  è stata un sito di stoccaggio di rifiuti, attivo dalla fine degli anni settanta agli anni novanta del XX secolo, in provincia della Spezia. Chiusa e posta sotto sequestro dall'autorità giudiziaria, la discarica è oggetto di un processo per disastro ambientale, in seguito al ritrovamento di rifiuti pericolosi e tossico-nocivi. Dal 1997 è anche l'unico processo sui grandi traffici di rifiuti che non si sia concluso con l'archiviazione. Tuttavia, la maggioranza dei reati è caduta in prescrizione e gli undici imputati per disastro ambientale sono stati assolti nel 2011.

## Il nome
In realtà la discarica era collocata sopra i quartieri di San Bartolomeo e Ruffino ma porta il nome di Pitelli per le battaglie fatte dai cittadini del borgo e comprende diversi siti di stoccaggio. L'associazione tra il nome di Pitelli e la discarica è entrato nell'uso comune a tal punto che anche la relazione approvata nel 1999 dalla Commissione parlamentare d'inchiesta sul ciclo dei rifiuti e sulle attività illecite ad esso connesse è stata intitolata "Relazione sull'area di Pitelli". Altro nome giornalistico attribuito alla discarica è "collina dei veleni".

## I rifiuti stoccati
Nel corso del tempo il gestore degli impianti di stoccaggio, la Sistemi Ambientali Srl, autorizzata a smaltire rifiuti speciali ma non tossici, riusciva a ricevere materiale pericoloso in modo apparentemente regolare attraverso la sistematica falsificazione di bolle e analisi chimiche. Lo stratagemma maggiormente utilizzato era la partecipazione ad appalti in associazione temporanea d'impresa con centri di inertizzazione dei rifiuti, senza poi sottoporre il materiale ad alcun trattamento.
Tra i rifiuti è stata segnalata la presenza di 18000 tonnellate di scorie prodotte dagli inceneritori dell'AMSA, con concentrazioni di sostanze clorurate, diossine e furani sufficienti a classificarle come rifiuti tossico-nocivi. A ciò si aggiungono 4800 tonnellate di ceneri provenienti dal forno dell'Azienda Comasca Servizi Municipalizzati, 383 tonnellate di ceneri e scarti d'alluminio da un'industria di Mortara, tonnellate di fanghi di depurazione da un complesso chimico-farmaceutico di Ceriano Laghetto, scorie alcaline da Settimo Milanese, migliaia di litri di scarti medicinali di una fabbrica milanese descritti come segature, macerie contenenti amianto da imprese edili di Calusco d'Adda e Cogliate.

## Storia
All'inizio del 1979 sul sito, soggetto a vincolo paesistico, il Comune della Spezia rilascia concessione per la discarica controllata di materiali inerti e di interramento di rifiuti provenienti da lavorazioni industriali.
Il 28 gennaio 2011, il Consiglio Comunale della Spezia approva un ordine del giorno in cui impegna l'amministrazione comunale a predisporre, con la Regione Liguria e la Provincia della Spezia, un progetto di risanamento del sito di Saturnia in tempi certi, tipologie e quantità di materiali, incluso il sottovaglio prodotto nell'impianto di trattamento meccanico-biologico (TMB) provinciale al fine di restituire alla comunità un territorio fruibile.

## Risarcimento danni
Il Comune della Spezia chiede 7 milioni di euro per il risarcimento del danno provocato dalla discarica di Pitelli. Chiesti 1,5 milioni di euro di risarcimento da Legambiente.